# William J. Coombs

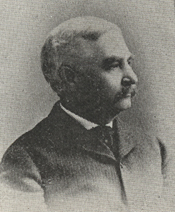
William J. Coombs

William Jerome Coombs (* 24. Dezember 1833 in Jordan, New York; † 12. Januar 1922 in Brooklyn, New York) war ein US-amerikanischer Politiker. Zwischen 1891 und 1895 vertrat er den Bundesstaat New York im US-Repräsentantenhaus.

## Werdegang
William Jerome Coombs besuchte die Jordan Academy. Er zog 1850 nach New York City und von dort 1855 in die noch eigenständige Stadt Brooklyn. Im folgenden Jahr begann er damit amerikanische Waren zu exportieren, ein Geschäft, das er die nächsten 37 Jahre verfolgte. 
1888 kandidierte er erfolglos für einen Kongresssitz. Politisch gehörte er der Demokratischen Partei an. Bei den Kongresswahlen des Jahres 1890 wurde er im dritten Wahlbezirk von New York in das US-Repräsentantenhaus in Washington, D.C. gewählt, wo er am 4. März 1891 die Nachfolge von William C. Wallace antrat. Dann kandidierte er im Jahr 1892 im vierten Wahlbezirk von New York für einen Kongresssitz. Nach einer erfolgreichen Wahl trat er am 4. März 1893 die Nachfolge von John Michael Clancy an. Bei seiner Wiederwahlkandidatur im Jahr 1894 erlitt er eine Niederlage und schied nach dem 3. März 1895 aus dem Kongress aus.
Präsident Cleveland ernannte ihn 1894 zum Direktor der Union Pacific Railroad und stattete ihn mit einer Sondervollmacht aus, die Schulden der Bundesregierung von den verschiedenen Pazifikeisenbahnen einzuziehen. Er war dann Präsident der Manufacturers’ Terminal Co., die sich später mit der Title Guarantee & Trust Co. in Brooklyn zusammenschloss. 1904 wurde er Präsident der South Brooklyn Savings Bank, eine Stellung, die er bis zu seinem Tod am 12. Januar 1922 in Brooklyn innehatte. Sein Leichnam wurde dann auf dem Green-Wood Cemetery beigesetzt.